# إستر فان فيين
إستر فان فيين (بالهولندية: Esther van Veen)‏ هي دراجة هولندية، ولدت في 27 سبتمبر 1990.

## وصلات خارجية
- إستر فان فيين على موقع الاتحاد الدولي للدراجات (الإنجليزية)
- إستر فان فيين على موقع إحصائيات الدراجات الإحترافية (الإنجليزية)